# Rainer Baumann (Fußballspieler)
Rainer „Röhre“ Baumann (* 21. Januar 1930 in Altenburg; † 5. Oktober 2021) war ein deutscher Fußballspieler. Er stand zweimal in der DDR-A-Nationalelf.

## Sportliche Laufbahn

### Beginn in Altenburg
Rainer Baumann lebte bis zu seinem 21. Lebensjahr in der ostthüringischen Stadt Altenburg. Dort hatte in der Zeit vor dem Zweiten Weltkrieg der Verein Eintracht 08 Altenburg die erfolgreichste Fußballmannschaft. Schon im Alter von zehn Jahren begann auch Baumann hier organisiert Fußball zu spielen. Nach dem Krieg musste der Verein aufgelöst werden, und über die Stationen Sportgemeinschaft Altenburg-Nord und ZSG Altenburg wurde 1950 die Betriebssportgemeinschaft Stahl Altenburg gegründet. Bereits 1949 qualifizierten sich die Altenburger für die Spiele um die 2. Ostzonenmeisterschaft. Allerdings scheiterten sie schon in der Ausscheidungsrunde mit 3:4 gegen Eintracht Stendal. Der damals 19-jährige Baumann schoss das zwischenzeitliche 1:1. Durch die Teilnahme an der Ostzonenmeisterschaft waren die Altenburger aber für die neu gegründete Oberliga, die höchste ostdeutsche Fußballklasse, teilnahmeberechtigt. Für Altenburg wurde er 1940/50, als das Team erst in einem Entscheidungsspiel den Klassenerhalt sicherte, und 1950/51 in 38 regulären Punktspielen (sowie einem Match der Abstiegsrelegation) meist im Mittelfeld eingesetzt und erzielte dabei sechs Tore.

### Leipzig und Berlin
Nach drei Spielen für Altenburg zu Beginn der Oberligasaison 1951/52, die seine Gesamtzahl der Erstligaeinsätze für die Skatstädter auf 41 erhöhten, wechselte Baumann zum amtierenden DDR-Fußballmeister BSG Chemie Leipzig. Nach der mit einem 3. Platz erfolgreichen Spielzeit geriet Baumann in den Strudel der konfusen DDR-Sportpolitik, die besonders in Leipzig zu chaotischen Zuständen führte. Im Herbst 1952 kam Baumann in das Visier der 1951 gegründeten Sportvereinigung Vorwärts Leipzig, dem zentralen Fußballschwerpunkt der Kasernierten Volkspolizei. Ohne sportliche Qualifikation war die Vorwärts-Elf 1951 sofort in die DDR-Oberliga eingestuft worden, erreichte mit Rang 15 aber nur ein unbefriedigendes Ergebnis. Um die Qualität des Kaders zu verbessern, begann die SV Vorwärts mitten in der Saison 1952/53 Spieler vom Lokalrivalen Chemie abzuwerben. Baumann gehörte zu den acht Chemie-Spielern, die zum Jahreswechsel zur Vorwärts-Mannschaft wechselten. Zuvor hatte er für die Chemiker 38 Oberligaspiele mit fünf Toren bestritten. Trotz der abgeworbenen Nationalspieler Eilitz, Scherbaum und Fröhlich verbesserten sich die sportlichen Leistungen der Vorwärts-Mannschaft nicht, die sich zudem wegen ihrer Abwerbemethoden den Zorn der Leipziger Fußballfans zugezogen hatte. Daraufhin beschloss die zentrale Sportvereinigung Vorwärts den Umzug der Mannschaft nach Ost-Berlin, wo sie ab April 1953 als SVgg Vorwärts KVP Berlin und dann als ZSK Vorwärts der Kasernierten Volkspolizei anzutreten hatte.
Auch in Berlin verbesserten sich die Leistungen der Mannschaft nicht, sie erreichte nur Platz 14 der Oberliga, gleichbedeutend mit dem Abstieg in die Zweitklassigkeit. Nach fünf Jahren in der Oberliga war dies für Baumann ein empfindlicher Rückschlag. Zwar stand Vorwärts Berlin schon frühzeitig als Aufsteiger fest und gewann mit Baumann am 3. Juli 1954 durch einen 2:1-Sieg über Motor Zwickau den DDR-Fußballpokal, doch die Zustände innerhalb des ZASK frustrierten nicht nur Baumann erheblich. So mussten die Spieler zum Beispiel ständig zwischen ihrem Leipziger Wohnsitz und Berlin pendeln. Nach dem Pokalendspiel erklärte Baumann zusammen mit seinen Mannschaftskameraden Fröhlich und Helbig, künftig nicht mehr für den ZASK spielen zu wollen. Für den Zentralen Armeesportklub kam dies einer Fahnenflucht gleich, und als Baumann nach einer Gastspielreise durch die Sowjetunion das Auftreten der Klubfunktionäre heftig kritisierte, war das Maß voll, und Baumann wurde aus dem ZASK ausgeschlossen und mit einer einjährigen Spielsperre belegt.

### Erneut Leipzig und Lippendorf
Schon vorher war sich Baumann mit dem SC Lokomotive Leipzig, Nachfolger seiner ehemaligen Chemie-Mannschaft, über seine Rückkehr einig geworden. Infolge der Sperre, die in den ersten Monaten auch ein Training mit der Leipziger Oberligamannschaft untersagte, stand Baumann seiner neuen Mannschaft vorerst nicht zur Verfügung. Erst am 6. März 1955 bestritt er in einem Freundschaftsspiel gegen den polnischen Armeeklub CWKS Warschau sein erstes Spiel für den SC Lok (2:2). Eine Woche später wirkte er im Punktspiel gegen Fortschritt Meerane mit (2:0). Als Spielgestalter im Mittelfeld hatte er sofort einen Stammplatz und glänzte mit hervorragenden Leistungen. Daher kam die DDR-Sportführung nicht daran vorbei, dem ehemaligen Sünder auch eine Chance in der Nationalmannschaft zu geben. So kam Baumann am 22. Juli 1956 in der Begegnung Polen – DDR zu seinem ersten Länderspieleinsatz. Nach dem 2:0-Sieg der DDR-Elf meldete das „Deutsche Sportecho“: „Baumann erfüllte seine Aufgabe als Umschaltstation im Mittelfeld mit Auszeichnung.“ Am 14. Oktober des gleichen Jahres erhielt er eine weitere Chance im Länderspiel gegen Bulgarien. Dieses Spiel ging in Sofia mit 1:3 verloren, und Baumann, der in der 69. Minute ausgewechselt worden war, beschwerte sich hinterher über die fehlende Unterstützung seiner Mitspieler auf der für ihn ungewohnten Position des linken Halbstürmers. Damit war seine Karriere in der Nationalmannschaft beendet, es folgte lediglich noch ein Einsatz in der B-Mannschaft im Jahr 1957. Mit seiner Lok-Mannschaft holte er am Ende der Saison 1956 zum zweiten Mal in seiner Laufbahn einen dritten Platz in der Oberliga. Pech hatte Baumann 1957, als Lok Leipzig den DDR-Fußballpokal gewann, er jedoch im Endspiel nicht mitwirken konnte. 1958 erreichten die Lok-Fußballer erneut das Pokalfinale, und im Spiel gegen Einheit Dresden stand auch Baumann mit auf dem Feld, unterlag aber mit seiner Mannschaft 1:2. Bis 1961 gehörte Baumann noch dem SC Lok Leipzig an und kam mit dieser Mannschaft bis zu seinem Abschied vom Feld in der Saison 1960 auf 96 Einsätze in der ostdeutschen Beletage. Im Anschluss spielte er bei der BSG Chemie Leipzig West, die während der Existenz des SC Lok die alten Chemie-Wurzeln im Bezirksmaßstab repräsentierte und im Rahmen der 1963er-Aufteilung in SC und BSG Chemie Leipzig in den Oberliga- und Reserveteams der Leutzscher aufging.
Gegen Ende seiner Laufbahn war Baumann noch einmal in der zweitklassigen Liga aktiv. Mit der BSG Stahl Lippendorf konnte er, eingesetzt in 13 Partien, in der Saison 1963/64 aber nicht die Spielklasse halten.

## Weiterer Werdegang
Schon während seiner Zeit als Fußballspieler hatte Baumann von 1953 bis 1957 an der Leipziger Karl-Marx-Universität ein Journalistikstudium absolviert, das er als Diplomjournalist abschloss. Nach seiner Fußballkarriere arbeitete er zunächst ab 1963 als Chefredakteur für die Zeitschrift „Theorie und Praxis der Körperkultur“ sowie später als Fachjournalist bei den Sportzeitungen Deutsches Sportecho und Neue Fußballwoche. Er widmete sich auch weiter dem Fußball, indem er anfangs den Nachwuchsfußball im Bezirk Leipzig koordinierte und danach mehrere Jahre als Co-Trainer der DDR-Juniorennationalmannschaft wirkte. Zuletzt war Baumann beim SV LVB Leipzig Leiter der Abteilung Tennis.